# Simone Ravanelli
Simone Ravanelli (ur. 4 lipca 1995 w Bergamo) – włoski kolarz szosowy.

## Osiągnięcia
Opracowano na podstawie:

2016
- 3. miejsce w GP Kranj
- 2. miejsce w Dookoła Bułgarii

2018
- 1. miejsce w Trofeo Alcide Degasperi
- 3. miejsce w Trofeo Città di Brescia
- 2. miejsce w Giro del Medio Brenta

2019
- 3. miejsce w Giro dell’Appennino
- 1. miejsce w Giro del Medio Brenta

2020
- 4. miejsce w Tour du Rwanda

## Rankingi
| Rok             | 2015 | 2016 | 2017  | 2018 | 2019 | 2020 | 2021 | 2022  |
| --------------- | ---- | ---- | ----- | ---- | ---- | ---- | ---- | ----- |
| World Ranking   |      | 924. | 2863. | 636. | 556. | 531. | 762. | 2217. |
| UCI Europe Tour | 975. | 604. | 1863. | 383. | 421. | 433. | 601. | 1395. |
|                 |      |      |       |      |      |      |      |       |
| Źródło: UCI     |      |      |       |      |      |      |      |       |